# La luz entre los océanos
La luz entre los océanos (en inglés The Light Between Oceans) es una película dramática  escrita y dirigida por Derek Cianfrance y basada en la novela homónima escrita por M. L. Stedman. Está protagonizada por Michael Fassbender, Alicia Vikander y Rachel Weisz. La filmación empezó en octubre de 2014 en Nueva Zelanda. DreamWorks produce la película, con financiación de Participant Media y Touchstone. Aunque estuvo planificada para ser lanzada en 2015, finalmente se estrenó en 2016.

## Sinopsis
Un matrimonio vive aislado en una remota isla australiana haciéndose cargo del faro. Un día llega hasta ellos un bote con un cadáver y un bebé que deciden criar, ya que la protagonista había perdido dos bebés. El primero debido a que no pudo dar a luz con la ayuda de su marido y el segundo porque nació prematuro.
Hasta que aparece la madre biológica y  ellos empiezan a sentir cargo de conciencia por la mujer.

## Reparto
- Michael Fassbender como Tom Sherbourne.
- Alicia Vikander como Isabel Sherbourne.
- Rachel Weisz como Hannah Roennfeldt.
- Caren Pistorius como Lucy Grace adulta.
- Florence Clery como Lucy Grace niña.
- Anthony Hayes como Vernon Knuckey.
- Emily Barclay como Gwen Potts.
- Leon Ford como Frank Roennfeldt.
- Thomas Unger como Bluey.
- Benedict Hardie como Harry Garstone.
- Elliot y Evangeline Newbery como Lucy Grace bebé.

## Producción
DreamWorks adquirió los derechos de la novela "The Light Between Oceans", de M. L. Stedman, el 27 de noviembre de 2012, y comenzaron el proyecto del largometraje con David Heyman y Jeffrey Clifford como productores, Derek Cianfrance como director y Michael Fassbender, Alicia Vikander y Rachel Weisz como protagonistas. La película será distribuida por DreamWorks a través de Disney y Touchstone en los Estados Unidos y Canadá, con Mister Smith Entertainment manejando la distribución internacional. Participant Media coproducirá la película.

### Filmación

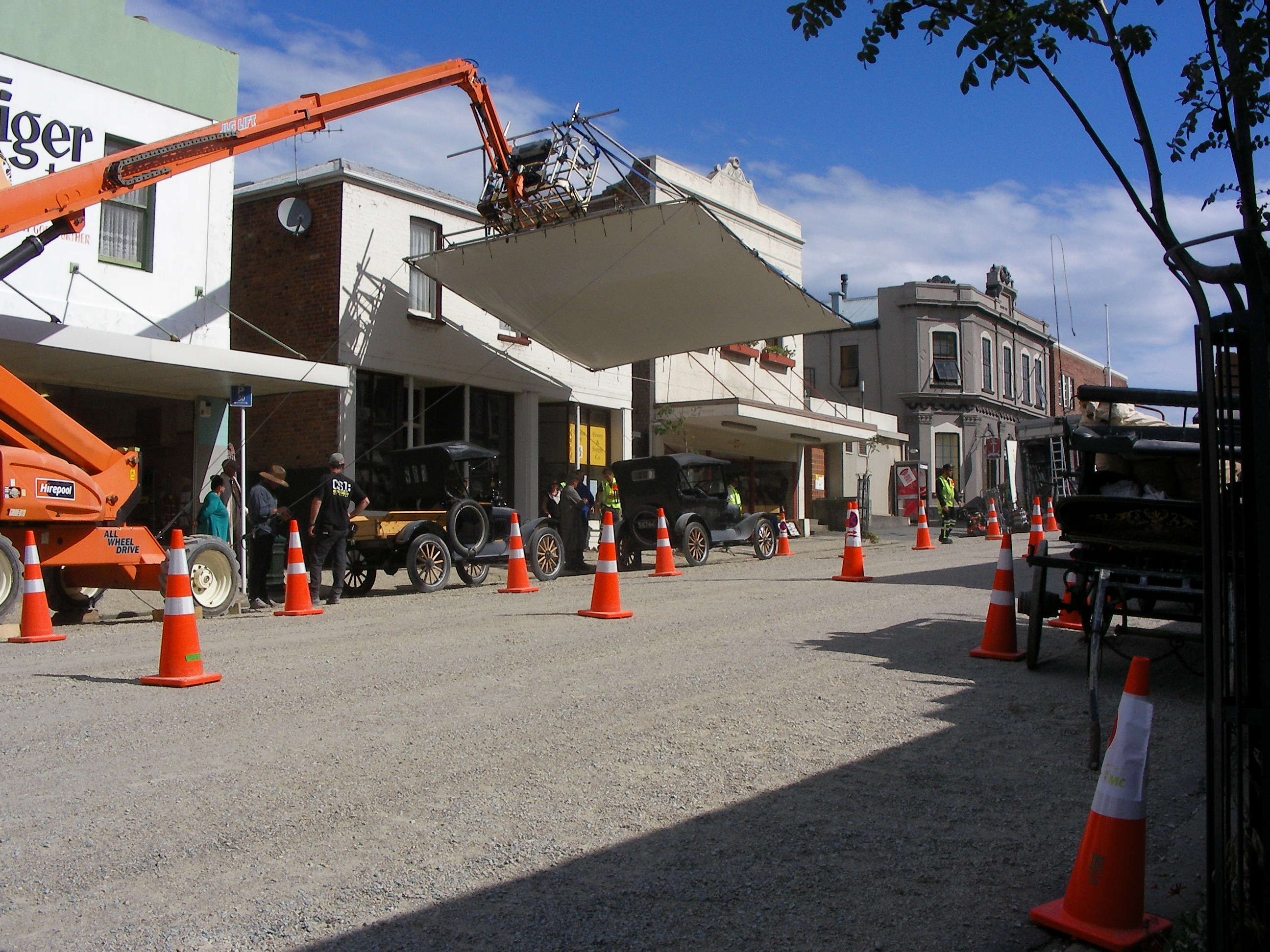
Filmación de la película en George Street, Port Chalmers, Nueva Zelanda.

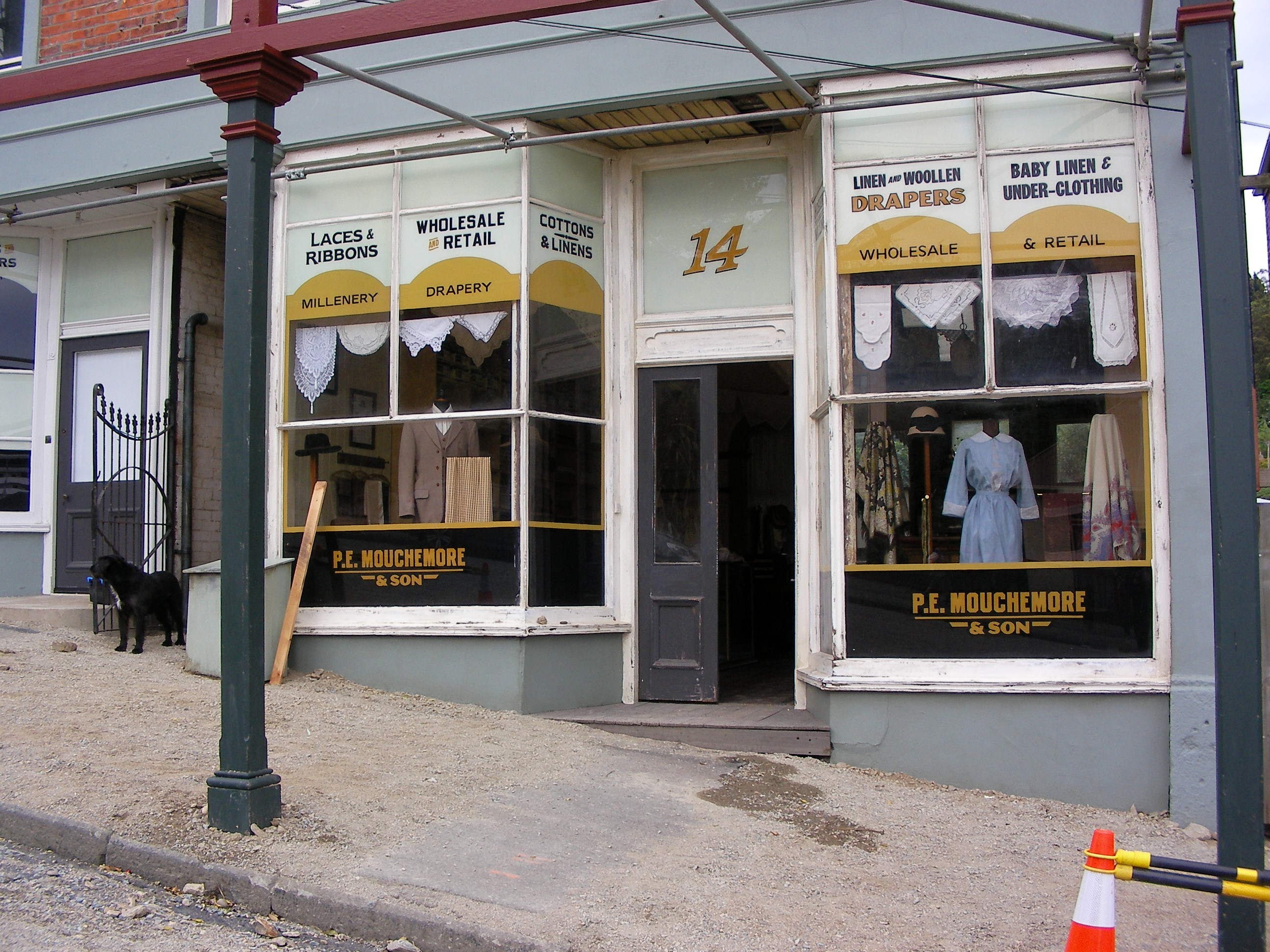
Port Chalmers.

La producción se inició en septiembre de 2014, filmando en ubicaciones que incluyen Marlborough, en Nueva Zelanda, y en Australia. El 12 de septiembre de 2014, se informó que el equipo de la película fue visto explorando ubicaciones para filmar en Dunedin y en la península de Otago, en Nueva Zelanda. El 22 de octubre de 2014, el equipo fue visto filmando en la vieja Prisión en Dunedin; el proceso de rodaje en la ciudad duró tres semanas. A finales de octubre, la filmación se llevó a cabo en Stuart Street, donde el equipo fue visto filmando delante del edificio del King Edward Technical College. En Dunedin, la filmación tuvo lugar en diferentes ubicaciones, que incluyen la Península de Otago, Port Chalmers, y la anterior prisión de Dunedin. Después, la producción se movió al pueblo de Saint Bathans, en Central Otago, donde filmaron por una semana, y así el rodaje en Nueva Zelanda concluyó a mediados de noviembre.
El 17 de noviembre, la producción se movió a Australia y la filmación comenzó en la ciudad de Stanley, en Tasmania. En Stanley el equipo de filmación transformó algunas ubicaciones de la ciudad, como el muelle, el cual fue cubierto de grava y transformado en una ruta.